# بوبا فيليبس
بوبا فيليبس (بالإنجليزية: Bubba Phillips)‏ هو لاعب كرة قاعدة أمريكي، ولد في 24 فبراير 1928 في ويست بوينت في الولايات المتحدة، وتوفي في 22 يونيو 1993 في هاتيسبورغ في الولايات المتحدة.

## وصلات خارجية
- بوبا فيليبس على موقعبيزبول رفرنس.كوم (الدوري الرئيسي) (الإنجليزية)
- بوبا فيليبس على موقع جمعية أبحاث البيسبول الأمريكية (الإنجليزية)
- بوبا فيليبس على موقع قاعة ميسيسيبي للمشاهير الرياضية (الإنجليزية)